# Johann Wilhelm Schaefer
Johann Wilhelm Schaefer (* 17. September 1809 in Seehausen (Bremen); † 2. März 1880 in Bremen) war ein deutscher Germanist und Literaturwissenschaftler.

## Leben
Er studierte Philologie und Geschichte in Leipzig. Nach der Promotion 1829 wurde er 1831 Lehrer und 1867–1876 Professor an der Hauptschule in Bremen.

## Schriften (Auswahl)
- Goethe. Rede, gehalten bei der öffentlichen Schulfeierlichkeit zu Goethe's hundertjährigem Geburtsfeste am 28. August 1849. Bremen 1849.
- Historischer Bericht von der Erfindung, Verbreitung und Vervollkommnung der Buchdruckerkunst. Eine Festgabe zur diesjährigen vierten Säcularfeier. Bremen 1840.
- Zur deutschen Literaturgeschichte. Kleine Schriften. Hamburg 1873.
- Auswahl aus deutschen Dichtern des achtzehnten und neunzehnten Jahrhunderts für Schule und Haus. Bremen 1893.